# Парламентские выборы в Тринидаде и Тобаго (1986)
Парламентские выборы в Тринидаде и Тобаго прошли 15 декабря 1986 года. В результате победу одержал оппозиционный блок Национальный альянс за реконструкцию, который получил большинство в 33 из 36 мест парламента. Явка составила 65,5 %. Премьер-министром стал лидер альянса Артур Наполеон Реймонд Робинсон.

## Результаты
| Партия                                    | Голосов | %    | Мест | +/-   |
| ----------------------------------------- | ------- | ---- | ---- | ----- |
| Национальный альянс за реконструкцию      | 380 029 | 66,3 | 33   | +23   |
| Народное национальное движение            | 183 635 | 32,0 | 3    | -23   |
| Национальный комитет совместного действия | 8 592   | 1,5  | 0    | 0     |
| Народное популярное движение              | 796     | 0.1  | 0    | новая |
| Независимые                               | 211     | 0,0  | 0    | 0     |
| Недействительных/пустых бюллетеней        | 4 037   | –    | –    | –     |
| Всего                                     | 577 300 | 100  | 36   | 0     |
| Источник: Nohlen                          |         |      |      |       |